# Schutzhund
El Schutzhund és un esport també conegut internacionalment com a IPO, a causa de l'acrònim de les paraules en alemany Internationale Prüfungs Ordnung. Té com a propòsit avaluar el caràcter i la utilitat d'un gos per al treball, així com la relació amb el seu conductor. En els seus inicis va tenir com a objectiu el preservar les característiques i capacitats del pastor alemany (mitjançant l'elecció per a reproducció de només aquells exemplars que hagin complert, i finalitzat, amb èxit amb les proves), però actualment hi participen tota raça que requereixi prova de treball segons la Federació Cinològica Internacional. En anys recents, la raça que sol tenir més presència a les competències és una varietat del pastor belga malinois.
Però més enllà d'això, ha evolucionat fins a convertir-se en un esport emocionant amb centenars de persones i exemplars, en desenes de països al món practicant cada setmana, tot i les condicions meteorològiques adverses. A més de desenvolupar esdeveniments regionals, nacionals i mundials que reuneix el més destacat d'aquesta disciplina.

## Història
A finals del segle xix i a principis del XX, Europa Occidental tenia una població important de molts tipus de gossos pastors. Aquests, no només controlaven i guiaven el bestiar d'acord amb les instruccions dels seus amos, sinó que el cuidaven a la nit i avisaven si s'apropaven estranys a les granges i als pobles i, per tant, eren part important de l'economia rural.
No obstant això, aquests gossos no pertanyien a cap raça de gos en particular, però la seva grandària, estructura, pelatge i color van conformar els tipus que eren comuns en les diverses regions. En aquesta època, la propietat de gossos de raça era un privilegi dels nobles i dels rics, però principalment per als gossos de caça. Per contra els gossos pastors van ser desenvolupats generació rere generació pels grangers i pels camperols. La gent privilegiada li tenia tan poca estima als camperols com als gossos pastors, i en comparació amb els gossos de caça eren poc més que gossos de carrer.
No obstant això, el 1899 un jove aristòcrata oficial de cavalleria anomenat Maximilian von Stephanitz va fundar el Club Alemany del Pastor Alemany, també conegut per SV. Va promoure el desenvolupament d'aquesta raça, va elaborar les pautes de l'estàndard, va començar el registre dels sementals, va organitzar i va formalitzar les proves d'entrenament (les quals incloïen proves de rastreig, obediència i protecció) i va ser el primer president del Club.
Von Stephanitz estava completament compromès amb la idea d'introduir la raça a altres tipus d'activitats com el lliurament de missatges, rescat, guarda i sentinella, ja que el pastor alemany és un animal de treball el valor deriva del seu nivell per a aquestes aptituds. Per això va promoure el seu ús per les forces militars i policials, la qual cosa va tenir el seu punt més important durant la Primera Guerra Mundial.
Actualment, el SV és el club de raça més influent del món. El sistema implementat des d'aquesta època serveix per preservar i desenvolupar els millors atributs físics i de temperament de la raça i el Schutzhund és part integral d'aquest sistema.

## Punts determinants
Els gossos que han completat tots els nivells d'aquesta prova de treball i han estat jutjats d'acord amb la intenció del reglament, són excel·lents exemplars per a forces policials i militars, capaços de fer tasques com detecció d'olors (drogues, armes, etc.), control de masses, recerca i rescat, etc. Mitjançant aquestes proves es determinen les seves capacitats per realitzar aquests treballs, així com els seus trets característics, com serien:
- Alegria en treballar
- Devoció a la feina i al seu conductor
- Confiança
- Docilitat
- Obediència
- Capacitat d'entrenament
- Rapidesa per comprendre les ordres
- Duresa
- Seguretat

A més prova característiques físiques com la força, la resistència, l'agilitat i l'habilitat per percebre olors. L'objectiu és demostrar el caràcter d'un gos a través de l'entrenament. Els criadors poden i en alguns països han d'usar aquestes proves per així determinar el peu de cria.

## Breu recompte de les races que s'usen
El pastor alemany es va criar per treballar en el camp al voltant del 1900, sent netament un gos de treball. El Schutzhund es va desenvolupar en aquesta època com una manera de posar a prova la utilitat i l'habilitat per treballar del pastor alemany. Així, només els exemplars que haguessin passat les proves dins d'aquesta disciplina, serien aptes per a la reproducció i la seva progènie es registraria com a pastors alemanys. Això es segueix duent a terme a Alemanya fins al dia d'avui. Només provant contínuament l'habilitat per al treball és com cada generació de pastors alemanys han mantingut les seves característiques zootècniques. Les races més comunes per practicar aquest esport són: pastor belga malinois, rottweiler, doberman, schnauzer gegant, bover de Flandes, pastor holandès, bulldog americà, Bòxer, i òbviament el pastor alemany entre d'altres.

## Fases

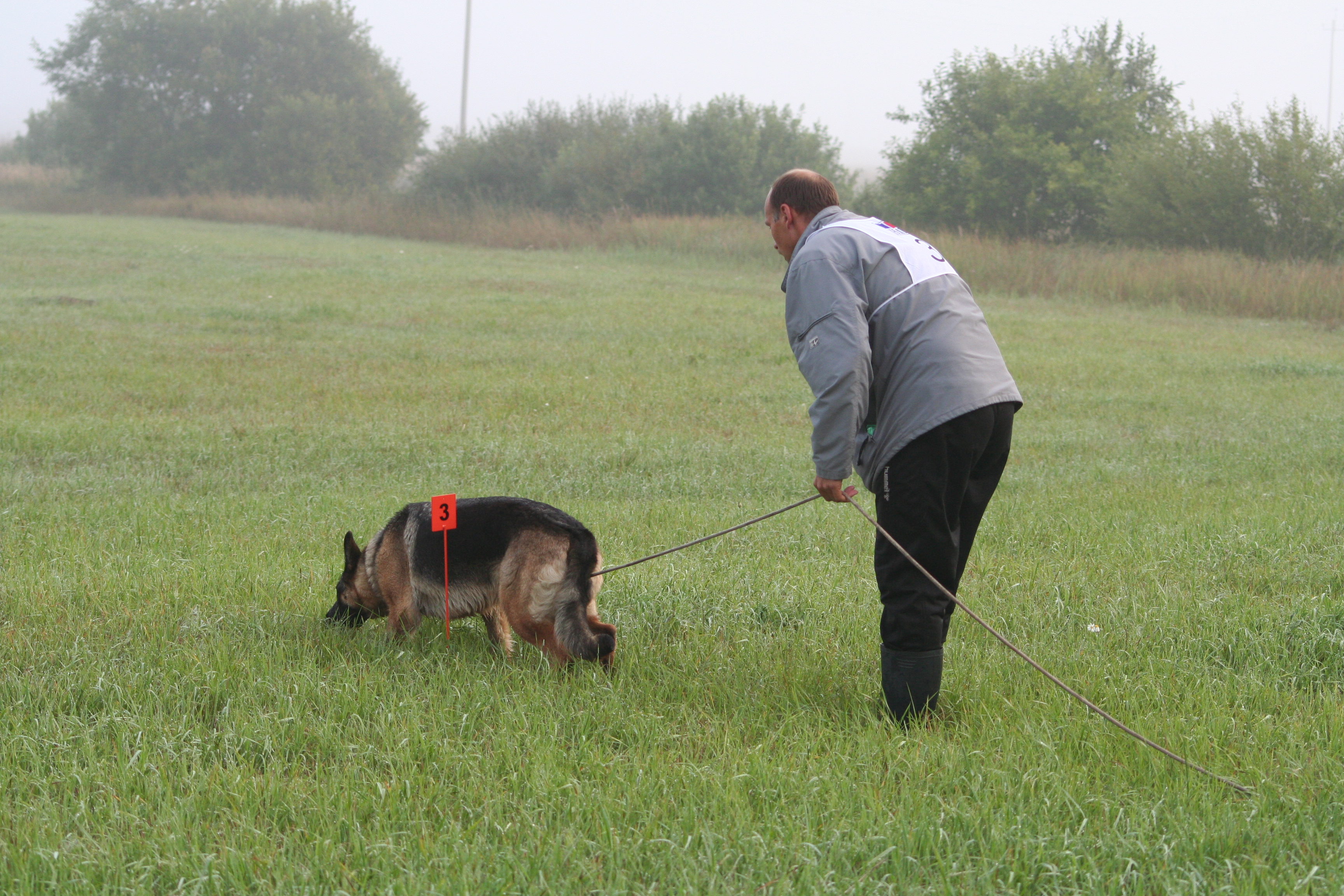
Rastreig.

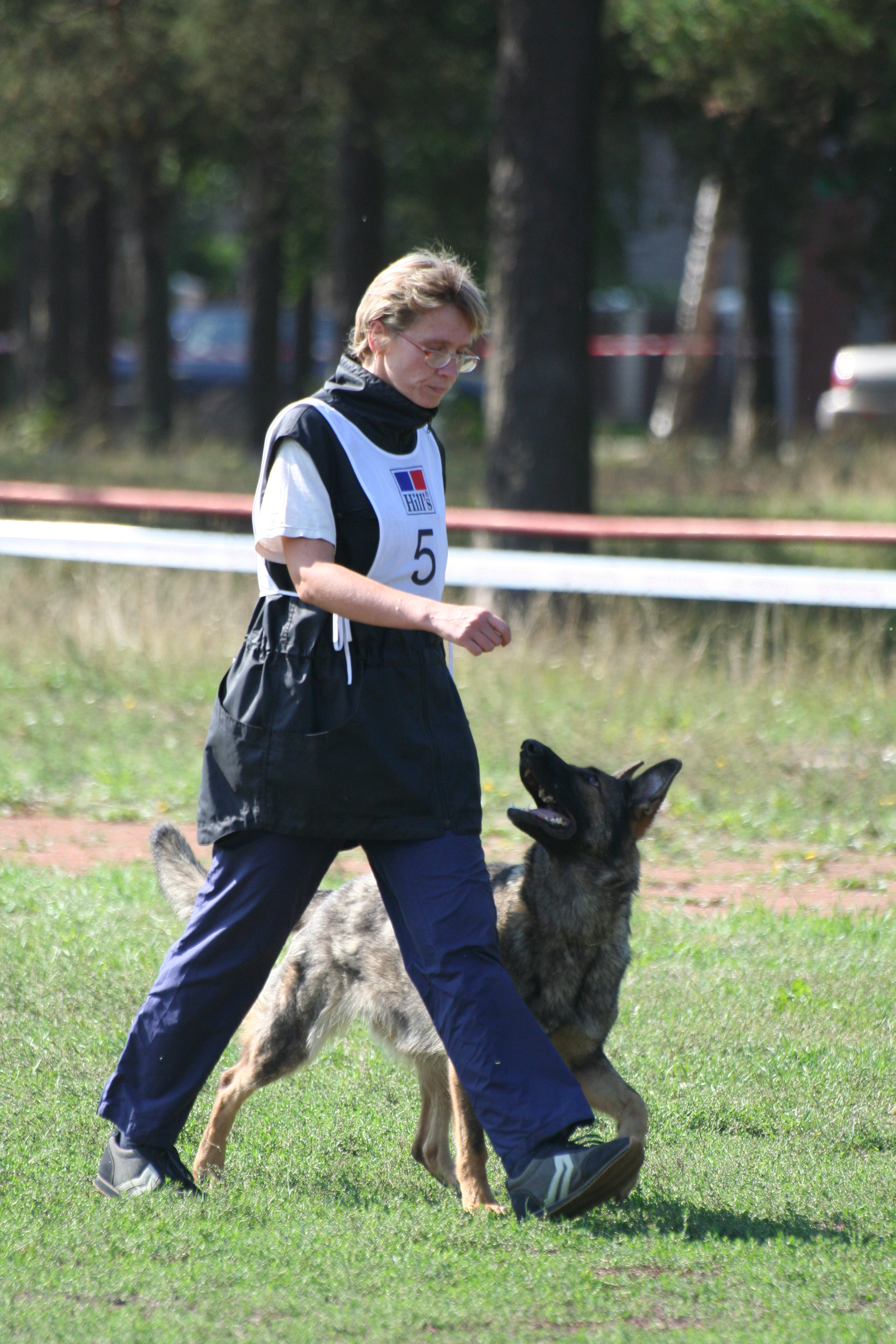
Obediència a mans lliures.

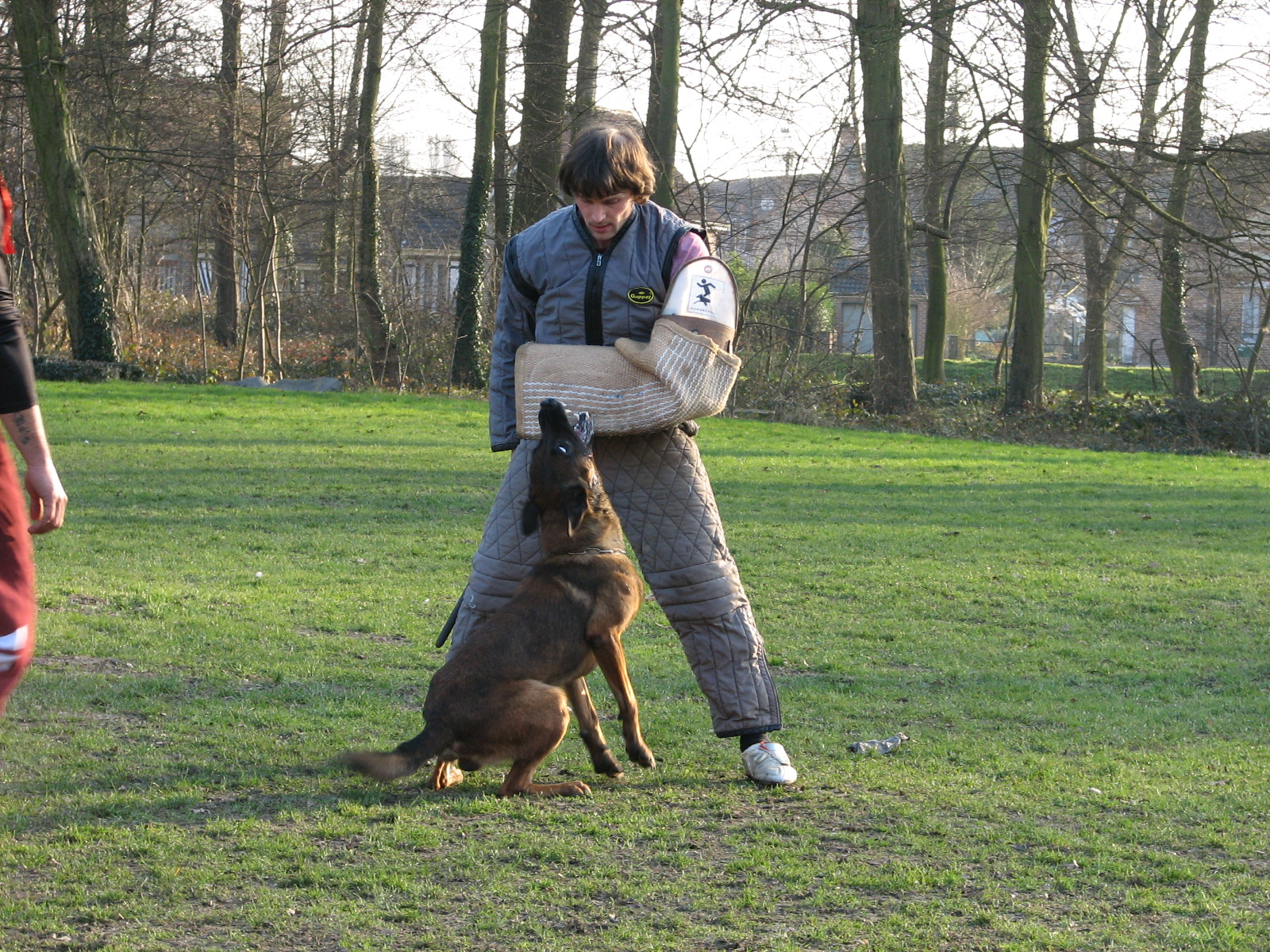
Defensa.

El Schutzhund és un concurs que prova al llarg d'un dia el caràcter i la capacitat d'un gos per ser entrenat. Avalua l'estabilitat, l'impuls i la velocitat de resposta. Requereix a més que l'animal sigui un generalista que pugui competir amb èxit en tres fases completament diferents: rastreig, obediència i protecció. Dividint-se en tres nivells, el Schutzhund I és el nivell més elemental i el Schutzhund III és el que requereix el major nivell d'habilitat.

### Rastreig
En aquesta prova s'avalua la perseverança i la concentració del gos, la seva habilitat per olorar i la seva voluntat per treballar amb el seu gestor.
Consisteix que el gos segueixi la pista deixada per un traçador, trobant i assenyalant objectes anomenats articles deixats per aquest. A cada nivell (Schutzhund I, II o III), la longitud, el nombre de canvis de direcció i el temps transcorregut entre el traçat i la realització de la prova, van augmentant (a més en el nivell I el conductor fa de traçador).

### Obediència
En aquesta part s'avalua la sensibilitat a la veu del seu manejador i inclou una sèrie de situacions on el gos ha de complir de manera precisa les ordres impartides. Cal destacar que camina al costat del seu manejador, cobrant, saltant i desenvolupant una altra sèrie d'activitats.

### Defensa
En aquesta etapa s'avalua el coratge, el desig de combatre, la confiança i l'obediència a les ordres del seu manejador sota circumstàncies molt estimulants i difícils. Al gos se li mana buscar un "malfactor" (figurant) amagat i vigilar-lo fins que arribi el seu manejador. Si el figurant intenta escapar o atacar, el gos ha de perseguir i retenir l'"intrús" pel braç fins que el manejador arribi i li ordeni deixar-lo anar. Quan se li dona l'ordre de deixar-lo anar, ho ha de fer immediatament.

## El treball del jutge
Òbviament la seva tasca és avaluar l'acompliment, així com determinar el guanyador, però més important encara és promoure aquells animals que demostrin una qualitat excepcional en el seu caràcter de tal manera que siguin usats en la cria (suposant que també compleixin amb altres requisits de salut i estructura), i rebutjar aquells animals que siguin deficients o sense un caràcter adequat. De tal manera que pot i està en l'obligació de desqualificar un gos en qualsevol punt del desenvolupament de la prova si l'animal mostra una seriosa falla en el seu temperament.

## El figurant
Actor indispensable en la defensa, aquest individu generalment ha estat capacitat per provar la qualitat de l'exemplar. Dins del seu equip hi ha una màniga encoixinada (per evitar danys deguts a les mossegades del gos) i un bastó encoixinat (per amenaçar i donat el cas copejar al gos per provar el seu coratge).